# Júbilo Iwata
El Júbilo Iwata (ジュビロ磐田) és un club de futbol professional que juga a la primera divisió del Japó. El nom prové de l'idioma castellà. És l'equip de la ciutat d'Iwata en la prefectura de Shizuoka i juga de local a l'Estadi Yamaha. A vegades, com el clàssic local davant de Shimizu S-Pulse o contra equips de gran convocatòria juga a l'Estadi Ecopa de Shizuoka a Fukuroi, estadi construït específicament per al Mundial de futbol de 2002.

## Història
Va ser creat per la companyia Yamaha el 1970 per participar en la Lliga japonesa de futbol, fins que la lliga va ser reorganitzada en l'actual J. League el 1992.
El 1993 va quedar en segon lloc a la primera divisió de la JFL, Aconseguit l'ascens a la primera divisió de la J. League.
El 1994, per la seva primera temporada a la J. League, va contractar a Marius Johan Ooft com a director tècnic i va incorporar a diferents jugadors estrangers, incloent-hi al brasiler Dunga. Dunga ha influït profundament a la filosofia del club, inicialment, com a jugador i, en l'actualitat, com a conseller del club.
L'any 2002 va aconseguir guanyar les dues etapes del campionat i coronar-se campió sense disputar el partit final, convertint-se en el primer equip de la història de la lliga en aconseguir-ho.

## Jugadors
| N. | Pos. | Nac. | Jugador            |
| -- | ---- | --- | ------------------ |
| 1  | POR  | [[Fitxer:Flag of Japan.svg\|23x15px\|border \|alt=Japó\|link=Selecció de futbol del Japó\|{{#if:\|]]      | Naoki Hatta        |
| 3  | DEF  | [[Fitxer:Flag of Japan.svg\|23x15px\|border \|alt=Japó\|link=Selecció de futbol del Japó\|{{#if:\|]]      | Ryu Okada          |
| 4  | MIG  | [[Fitxer:Flag of Japan.svg\|23x15px\|border \|alt=Japó\|link=Selecció de futbol del Japó\|{{#if:\|]]      | Yuki Kobayashi     |
| 5  | MIG  | [[Fitxer:Flag of Japan.svg\|23x15px\|border \|alt=Japó\|link=Selecció de futbol del Japó\|{{#if:\|]]      | Yūichi Komano      |
| 6  | MIG  | [[Fitxer:Flag of Japan.svg\|23x15px\|border \|alt=Japó\|link=Selecció de futbol del Japó\|{{#if:\|]]      | Hiroto Tanaka      |
| 7  | MIG  | [[Fitxer:Flag of Japan.svg\|23x15px\|border \|alt=Japó\|link=Selecció de futbol del Japó\|{{#if:\|]]      | Kota Ueda          |
| 9  | MIG  | [[Fitxer:Flag of Japan.svg\|23x15px\|border \|alt=Japó\|link=Selecció de futbol del Japó\|{{#if:\|]]      | Yoshiaki Ota       |
| 11 | MIG  | [[Fitxer:Flag of Japan.svg\|23x15px\|border \|alt=Japó\|link=Selecció de futbol del Japó\|{{#if:\|]]      | Takuya Matsuura    |
| 13 | DEF  | [[Fitxer:Flag of Japan.svg\|23x15px\|border \|alt=Japó\|link=Selecció de futbol del Japó\|{{#if:\|]]      | Tomohiko Miyazaki  |
| 14 | DEF  | [[Fitxer:Flag of Japan.svg\|23x15px\|border \|alt=Japó\|link=Selecció de futbol del Japó\|{{#if:\|]]      | Shusuke Tsubouchi  |
| 15 | DAV  | [[Fitxer:Flag of Brazil.svg\|23x15px\|border \|alt=Brasil\|link=Selecció de futbol del Brasil\|{{#if:\|]] | Adaílton           |
| 17 | MIG  | [[Fitxer:Flag of Japan.svg\|23x15px\|border \|alt=Japó\|link=Selecció de futbol del Japó\|{{#if:\|]]      | Takafumi Shimizu   |
| 19 | MIG  | [[Fitxer:Flag of Japan.svg\|23x15px\|border \|alt=Japó\|link=Selecció de futbol del Japó\|{{#if:\|]]      | Masahiko Inoha     |
| 20 | DAV  | [[Fitxer:Flag of Japan.svg\|23x15px\|border \|alt=Japó\|link=Selecció de futbol del Japó\|{{#if:\|]]      | Yasuhito Morishima |

| N. | Pos. | Nac. | Jugador            |
| -- | ---- | --- | ------------------ |
| 21 | POR  | [[Fitxer:Flag of Poland.svg\|23x15px\|border \|alt=Polònia\|link=Selecció de futbol de Polònia\|{{#if:\|]] | Krzysztof Kamiński |
| 22 | MIG  | [[Fitxer:Flag of Japan.svg\|23x15px\|border \|alt=Japó\|link=Selecció de futbol del Japó\|{{#if:\|]]       | Daisuke Matsui     |
| 24 | DEF  | [[Fitxer:Flag of Japan.svg\|23x15px\|border \|alt=Japó\|link=Selecció de futbol del Japó\|{{#if:\|]]       | Daiki Ogawa        |
| 25 | DEF  | [[Fitxer:Flag of Japan.svg\|23x15px\|border \|alt=Japó\|link=Selecció de futbol del Japó\|{{#if:\|]]       | Nagisa Sakurauchi  |
| 26 | MIG  | [[Fitxer:Flag of Japan.svg\|23x15px\|border \|alt=Japó\|link=Selecció de futbol del Japó\|{{#if:\|]]       | Misaki Uemura      |
| 27 | DEF  | [[Fitxer:Flag of Japan.svg\|23x15px\|border \|alt=Japó\|link=Selecció de futbol del Japó\|{{#if:\|]]       | Takaaki Kinoshita  |
| 28 | DEF  | [[Fitxer:Flag of Japan.svg\|23x15px\|border \|alt=Japó\|link=Selecció de futbol del Japó\|{{#if:\|]]       | Ryoma Ishida       |
| 29 | POR  | [[Fitxer:Flag of Japan.svg\|23x15px\|border \|alt=Japó\|link=Selecció de futbol del Japó\|{{#if:\|]]       | Ayumi Niekawa      |
| 30 | MIG  | [[Fitxer:Flag of Japan.svg\|23x15px\|border \|alt=Japó\|link=Selecció de futbol del Japó\|{{#if:\|]]       | Rikiya Uehara      |
| 31 | POR  | [[Fitxer:Flag of Japan.svg\|23x15px\|border \|alt=Japó\|link=Selecció de futbol del Japó\|{{#if:\|]]       | Ko Shimura         |
| 32 | DAV  | [[Fitxer:Flag of Japan.svg\|23x15px\|border \|alt=Japó\|link=Selecció de futbol del Japó\|{{#if:\|]]       | Ryu Oribie Iwamoto |
| 33 | DEF  | [[Fitxer:Flag of Japan.svg\|23x15px\|border \|alt=Japó\|link=Selecció de futbol del Japó\|{{#if:\|]]       | Yoshiaki Fujita    |
| 34 | DAV  | [[Fitxer:Flag of Japan.svg\|23x15px\|border \|alt=Japó\|link=Selecció de futbol del Japó\|{{#if:\|]]       | Yuki Nakamura      |
| 35 | DEF  | [[Fitxer:Flag of Japan.svg\|23x15px\|border \|alt=Japó\|link=Selecció de futbol del Japó\|{{#if:\|]]       | Shun Morishita     |

## Palmarès

### Tornejos nacionals
- Japan Regional League Series:
  - 1977, 1978
- Japan Soccer League - 1a divisió:
  - 1988
- Japan Soccer League - 2a divisió:
  - 1979, 1982
- Japan Football League - 1a divisió:
  - 1992
- J. League - J1:
  - 1997, 1999, 2002
- J. League - Primera fase:
  - 1998, 1999, 2001, 2002
- J. League - Segona fase:
  - 1997, 2002
- Copa J. League:
  - 1998
- Supercopa Xerox:
  - 2000, 2003, 2004
- Copa de l'Emperador:
  - 1982, 2003

### Tornejos internacionals
- Copa de Clubs d'Àsia (1):
  - 1999
- Supercopa de l'AFC (1):
  - 1999